# Protosticta taipokauensis
Protosticta taipokauensis là loài chuồn chuồn trong họ Platystictidae. Loài này được Asahina & Dudgeon mô tả khoa học đầu tiên năm 1987.